# Malpighi Glacier
Malpighi Glacier är en glaciär i Antarktis. Den ligger i Västantarktis. Argentina, Chile och Storbritannien gör anspråk på området. Malpighi Glacier ligger 810 meter över havet.
Terrängen runt Malpighi Glacier är kuperad åt sydost, men åt nordväst är den bergig. Trakten är obefolkad. Det finns inga samhällen i närheten. 